# خاچاطور کوشتویانتس
خاچاطور کوشتویانتس (ارمنی: Խաչատուր Սեդրակի (Սերգեյի) Կոշտոյանց؛  روسی: Хачатур Седракович Коштоянц؛ ۱۳ سپتامبر ۱۹۰۰ – ۲ آوریل ۱۹۶۱) فیزیولوژیست اهل ارمنستان بود.

## زندگی‌نامه
وی در ۱۳ سپتامبر ۱۹۰۰ در گیومری به دنیا آمد و از فارغ‌التحصیل گشت. وی همچنین برنده جوایزی همچون نشان پرچم سرخ کار و نشان لنین شد. وی عضو فرهنگستان علوم مجارستان و عضو مکاتبه‌ای مکاتبه‌ای آکادمی علوم اتحاد شوروی بود. وی در ۲ آوریل ۱۹۶۱ در سن ۶۰ سالگی در مسکو درگذشت.